# 联虏平寇
联虏平寇又称借虏平寇，指的是南明时期的弘光政权，采取联合清军来消灭李自成和张献忠的政策。

## 背景
明崇祯十七年（1644年），李自成攻入北京，崇祯帝上吊殉国，后吴三桂引清军入关，李自成在清军入京之前出逃。清军入关后推行民族压迫政策，强迫汉人剃发易服，引發漢人反抗。
崇祯帝死后，他的堂兄朱由崧在史可法、马士英等人的支持下在南京建立弘光政权，国号依旧为明，史称南明。此时，南明虽然仍占据江南半壁江山，但是仍然想收复中原地区，于是就有人提出「联虏平寇」的策略。

## 过程
弘光政权推行「联虏平寇」的策略，使得南明君臣上下都沉浸在借用清兵力扫灭“流寇”的幻想中，但是也有人提出了相反的观点，主张自强为主，抗击流寇和清兵。而弘光政权并不理会这些，同年七月上旬，弘光政权召集群臣讨论同清方联络事宜，并派遣使臣前往清营。
而大顺军在山海关战役失败后，开始西撤，当时他们在河北、河南、山东等地建立的大顺政权随机逐步瓦解。当地的百姓并开始以“复明”的旗号来抗击大顺军。而弘光政权只在山东地区接收一下当地的政权外，其他的地方均无官员前去接收。
而此时在北京的清军也是对于南明的「联虏平寇」策略没有定见，有人向多尔衮建议：在北京屠城，然后退守沈阳，固守山海关，可无后患。而当时由于清兵在入关初期，兵力有限，补充兵员是一件非常难办的事。而明朝虽然现在四分五裂，但地域辽阔，实力也相当可观。多尔衮摸不清底细，不敢贸然行事，主张徐图中原。而占领北京也是由于吴三桂的原因，所以多尔衮初期开始决定勾结南明，一同打击“流寇”，实现南北分治。
然后清廷也看到了弘光政权控制的江南广大富庶地区，北方土地贫瘠，都仰赖于南方漕运的粮食和其他物资。1644年九月，清河道总督杨方兴劝说多尔衮要不惜一切代价夺取江南地区。而此时清廷对南明政权态度也发生转变，清廷开始以正统自居，否认弘光朝廷的合法地位，要求南明君臣无条件投降。
1644年七月二十八日，多尔衮派人给史可法带了一封信，信中还扬言“联闯平南”，而史可法在给多尔衮回信中只是为弘光朝廷继统的合法进行辩解，没有提出一个对付清军的办法，反而增长多尔衮的骄狂气焰。

## 结果
由于弘光君臣一厢情愿地沉迷于“联虏平寇”，自身毫无振作之意，而清廷以代明“复仇”为名推行灭明之策，联虏平寇的策略失败了。1645年四月清军攻克扬州，清军屠城，扬州当地居民除少部分在破城前逃出和个别在清军入城后隐蔽较深幸免于难者以外，几乎全部惨遭屠杀，“城中积尸如乱麻”，史称扬州十日。。
同年清军攻占南京，弘光帝被俘，被清军押送到北方被杀，弘光政权灭亡。